# Clarendon Parish
Clarendon ist ein Landkreis (parish) im Süden Jamaikas. Hauptstadt ist May Pen.

## Geschichte
Clarendon ist benannt nach dem Lordkanzler und Earl of Clarendon Sir Edward Hyde. Es gab bereits vorher einen Parish mit diesem Namen. Daraus und aus den Landkreisen Saint Dorothy’s und Vere entstand das heutige Clarendon.
Die Hauptstadt May Pen wurde zwischen 1660 und 1683 von englischen Siedlern gegründet.

## Geographie
Clarendon grenzt im Westen an Manchester, im Osten an Saint Catherine und im Norden an Saint Ann. Auf einer Halbinsel liegt Portland Point, der südlichste Punkt Jamaikas.  Auf 1.196 km² lebten im Jahr 2001 215.515 Menschen, davon 49.928 in der Hauptstadt.
Der überwiegende Teil des Parishs ist eine weite Ebene, begrenzt von Flüssen. Einer der Flüsse ist der Rio Minho, der Clarendon auf der ganzen Länge durchfließt. Im Norden befindet sich die über 900 Meter hohe Bull-Head-Mountain-Kette, die als geographisches Zentrum Jamaikas gilt.

## Wirtschaft
Der größte Teil des jamaikanischen Tabaks kommt aus Clarendon. Daneben werden noch Baumwolle, Piment, Ingwer, Bananen, Kakao und der Farbstoff Indigo angebaut. Vieh- und Fischzucht spielen ebenfalls eine wichtige Rolle.
Es gibt große Bauxitvorkommen. Ein Hafen im Süden hat sich auf dessen Export spezialisiert. Zeitweise wurde auch Kupfer abgebaut.